# Sowerbaea
Sowerbaea es un género con seis especies de plantas suculentas perteneciente a la antigua familia  Laxmanniaceae ahora Lomandroideae. 
Es nativo de Australia.

## Taxonomía
El género fue descrito por James Edward Smith  y publicado en Trans. Linn. Soc. London 4: 218. 1798.

## Especies
- Sowerbaea alliacea
- Sowerbaea americana
- Sowerbaea juncea
- Sowerbaea laxiflora
- Sowerbaea multicaulis
- Sowerbaea subtilis